# Gran Premio di Monaco 1969
Il Gran Premio di Monaco 1969, XXVII Grand Prix Automobile de Monaco di Formula 1 e terza gara del campionato di Formula 1 del 1969, si è disputato il 18 maggio sul circuito di Monte Carlo ed è stato vinto da Graham Hill su Lotus-Ford Cosworth, ultima vittoria in carriera per il pilota britannico.

## Vigilia
Gli alettoni vengono banditi dopo gli incidenti scatenati nella gara precedente, il Gran Premio di Spagna. Verranno poi reintrodotti, anche se con specifiche limitazioni, nel gran premio successivo.
Tale variazione regolamentare viene stranamente imposta il venerdì (giorno di riposo) dopo che il giovedì si era già svolta la prima giornata di prove. Sarà l'unico caso di variazione del regolamento tecnico durante lo svolgimento di un Gran Premio.

## Qualifiche
| Pos | No | Pilota               | Costruttore     | Scuderia                              | Tempo  | Gap  |
| --- | -- | -------------------- | --------------- | ------------------------------------- | ------ | ---- |
| 1   | 7  | Jackie Stewart       | Matra-Ford      | Matra International                   | 1:24.6 | —    |
| 2   | 11 | Chris Amon           | Ferrari         | Scuderia Ferrari SpA SEFAC            | 1:25.0 | +0.4 |
| 3   | 8  | Jean-Pierre Beltoise | Matra-Ford      | Matra International                   | 1'25.4 | +0.8 |
| 4   | 1  | Graham Hill          | Lotus-Ford      | Gold Leaf Team Lotus                  | 1:25.8 | +1.2 |
| 5   | 9  | Jo Siffert           | Lotus-Ford      | Rob Walker/Jack Durlacher Racing Team | 1:26.0 | +1.4 |
| 6   | 14 | John Surtees         | BRM             | Owen Racing Organisation              | 1:26.0 | +1.4 |
| 7   | 6  | Jacky Ickx           | Brabham-Ford    | Motor Racing Developments Ltd         | 1:26.3 | +1.7 |
| 8   | 5  | Jack Brabham         | Brabham-Ford    | Motor Racing Developments Ltd         | 1:26.4 | +1.8 |
| 9   | 16 | Piers Courage        | Brabham-Ford    | Frank Williams Racing Cars            | 1:26.4 | +1.8 |
| 10  | 2  | Richard Attwood      | Lotus-Ford      | Gold Leaf Team Lotus                  | 1:26.5 | +1.9 |
| 11  | 4  | Bruce McLaren        | McLaren-Ford    | Bruce McLaren Motor Racing            | 1:26.7 | +2.1 |
| 12  | 3  | Denny Hulme          | McLaren-Ford    | Bruce McLaren Motor Racing            | 1:26.8 | +2.2 |
| 13  | 15 | Jackie Oliver        | BRM             | Owen Racing Organisation              | 1:28.4 | +3.8 |
| 14  | 10 | Pedro Rodríguez      | BRM             | Reg Parnell Racing                    | 1:30.5 | +5.9 |
| 15  | 17 | Silvio Moser         | Brabham-Ford    | Silvio Moser Racing Team              | 1:30.5 | +5.9 |
| 16  | 12 | Vic Elford           | Cooper-Maserati | Antique Automobiles                   | 1:32.8 | +8.2 |

## Gara
| Pos | No | Pilota               | Costruttore     | Giri | Tempo/Ritiro  | Pos. Griglia | Punti |
| --- | -- | -------------------- | --------------- | ---- | ------------- | ------------ | ----- |
| 1   | 1  | Graham Hill          | Lotus-Ford      | 80   | 1:56:59.4     | 4            | 9     |
| 2   | 16 | Piers Courage        | Brabham-Ford    | 80   | + 17.3        | 9            | 6     |
| 3   | 9  | Jo Siffert           | Lotus-Ford      | 80   | + 34.6        | 5            | 4     |
| 4   | 2  | Richard Attwood      | Lotus-Ford      | 80   | + 52.9        | 10           | 3     |
| 5   | 4  | Bruce McLaren        | McLaren-Ford    | 79   | + 1 Giro      | 11           | 2     |
| 6   | 3  | Denny Hulme          | McLaren-Ford    | 78   | + 2 Giri      | 12           | 1     |
| 7   | 12 | Vic Elford           | Cooper-Maserati | 74   | + 6 Giri      | 16           |       |
| Ret | 6  | Jacky Ickx           | Brabham-Ford    | 48   | Sospensione   | 7            |       |
| Ret | 7  | Jackie Stewart       | Matra-Ford      | 22   | Giunto        | 1            |       |
| Ret | 8  | Jean-Pierre Beltoise | Matra-Ford      | 20   | Giunto        | 3            |       |
| Ret | 11 | Chris Amon           | Ferrari         | 16   | Differenziale | 2            |       |
| Ret | 10 | Pedro Rodríguez      | BRM             | 15   | Motore        | 14           |       |
| Ret | 17 | Silvio Moser         | Brabham-Ford    | 15   | Giunto        | 15           |       |
| Ret | 14 | John Surtees         | BRM             | 9    | Cambio        | 6            |       |
| Ret | 5  | Jack Brabham         | Brabham-Ford    | 9    | Incidente     | 8            |       |
| Ret | 15 | Jackie Oliver        | BRM             | 0    | Incidente     | 13           |       |

## Statistiche

### Piloti
- 14ª e ultima vittoria per Graham Hill
- 1° pole position per Jackie Stewart
- 1° podio per Piers Courage
- 36º e ultimo podio per Graham Hill

### Costruttori
- 35° vittoria per la Lotus
- 1ª pole position per la Matra
- Ultimo Gran Premio per la Cooper

### Motori
- 18ª vittoria per il motore Ford Cosworth
- Ultimo Gran Premio per il motore Maserati

### Giri al comando
- Jackie Stewart (1-22)
- Graham Hill (23-80)

## Classifiche Mondiali

### Piloti
| Pos. | Pilota               | Punti |
| ---- | -------------------- | ----- |
| 1    | Jackie Stewart       | 18    |
| 2    | Graham Hill          | 15    |
| 3    | Bruce McLaren        | 10    |
| 4    | Denny Hulme          | 8     |
| 5    | Jo Siffert           | 7     |
| 6    | Piers Courage        | 6     |
| 7    | Jean-Pierre Beltoise | 5     |
| 8    | Richard Attwood      | 3     |
| 9    | John Surtees         | 2     |
| 10   | Jacky Ickx           | 1     |

### Costruttori
| Pos. | Team                  | Punti |
| ---- | --------------------- | ----- |
| 1    | Matra-Ford Cosworth   | 18    |
| 2    | Lotus-Ford Cosworth   | 15    |
| 3    | McLaren-Ford Cosworth | 12    |
| 4    | Brabham-Ford Cosworth | 7     |
| 5    | BRM                   | 2     |